# Asia minor (гурт)
«Asia minor» (Азія мінор) — турецько-французький рок-гурт напряму симфонічний прогресивний рок. Гурт очолюваний двома турецькими студентами, які оселилися в Парижі, Сетраком Бакірелом (вокал, гітара, бас-гітара) та Ерілом Текелі (флейта, гітара, бас-гітара). Їхня музика виявляє впливи таких гуртів як King Crimson в альбомі «In The Court Of The Crimson King», Jethro Tull в альбомі «Stand Up», Focus і перші альбоми Jade Warrior. Звучання також нагадує Camel, ранній Genesis та Pulsar. Водночас, маючи вплив турецької музики, учасники гурту створювали дуже самобутні й оригінальні композиції. Красиві теми посилюються ностальгічним, душевним співом. Нервові звуки флейти підкреслюються хриплими або ліричними нотами гітари. Меланхолійна, а іноді й люта музика з текстами основному написані англійською мовою (іноді турецькою). На жаль, музиканти існували в невідповідний час, позначений засиллям і популярністю панк-року, а потім музики нової хвилі, представлену такими популярними гуртами як The Cure, New Order, Spandau Ballet і Duran Duran. Музиканти змушені були готувати й випускати альбоми самостійно й спочатку вони були доступні лише у Франції, Бельгії та Італії й кілька копій якимось чином знайшли свій шлях до Туреччини та США.

## Біографія
1971: Гітарист/флейтист Eril Tekeli (25.04.1954 р.н.) і гітарист/вокаліст Setrak Bakirel (19.11.1953 р.н.), разом з барабанщиком Can Kozlu, сформували гурт, у той час як студенти коледжу Св. Йосипа в Стамбулі, Туреччина. Setrak і Can були музикантами-самоучками під сильним впливом року, в той час як Eril, який відвідував класи флейти, перебував під впливом джазу. Люблячи англійський рок, але занурені в близькосхідну культуру й музику, вони вирішили створити гурт, водночас продовжуючи навчання в коледжі. У цьому ж році їхній гурт виграв два призи по композиції та інтерпретації в музичних змаганнях учасників із середніх шкіл з усієї Туреччини.
1973: Bakirel і Tekeli переїхати до Парижа, Kozlu в Гренобль (південна Франція). Вони значно виграли від цього кроку, оскільки музична сцена в Туреччині була занадто обмежена, щоб вони могли здійснити свої мистецькі амбіції.
1974: Bakirel і Tekeli утворили дует з назвою Лейла. Назва не тільки стосувалася пісні Еріка Клептона, а й персонажа з перської міфології. Наскільки відомо, Клептон якраз і використав цей персонаж при написанні пісні. Музиканти познайомилися з місцевою музичною сценою в Парижі й працювали над поліпшенням своєї техніки, придбавши краще обладнання, яке їм було потрібно, щоб відточувати свої інструментальні навички. Під час великодніх свят 1974, Eril і Setrak відвідали Can в Греноблі й записали кілька треків з ним. Після цього Kozlu приєднався до дуету Лейла в Парижі.
1975: Басист на ім'я Hervè (прізвище невідоме) приєднується Layla й гурт бере участь у перших своїх концертах у Франції. Вони виступають у молодіжному центрі, на вулиці Борего, на факультеті архітектури, у театрі Мофетар і як бек-музиканти на паризькому фестивалі протягом трьох ночей.
1976: Hervè залишає гурт, натомість приєднується Jean-Philippe Bottier, однокурсник Setrak. Гурт бере назву Asia Minor Process, назву, яка вказує на походження музикантів та вид музичного стилю, який вони хотіли розвивати, натхненні близькосхідною культурою.
1977: На початку 1977 року Can Kozlu залишив гурт з надією на джаз-орієнтовану кар'єру в Штатах. Eril та Setrak рекрутували 16-річного барабанщика, Lionel Beltrami (11.06.1960). Він прийшов за невеликим оголошенням про вакансію в прогресивному рок-гурті. Він прослуховувався у квітні 1977, після чого був прийнятий. За його пропозицією потім гурт скорочує назву до Asia minor. На прослуховуванні Lionel супроводжувала ще одна людина, клавішник Robert Kempler. Lionel припустив, що Robert може приєднатися до Asia minor, щоби збагатити звукову палітру, але в той час і Eril і Setrak не були зацікавлені у введенні клавіатур у свою музику, орієнтовану, як було сказано на звук гітари та флейти. Lionel був барабанщик-самоучка. Він почав вивчати ударні й фортепіано у віці тринадцяти років. Він зіграв свій перший концерт як барабанщик з гуртом Phenix у грудні 1974 року, незабаром після цього, а з іншим гуртом, Graal, він почав роботу над власними композиціями, під впливом англійського прогресивного руху. Чудовий барабанщик із сильною технікою та індивідуальним стилем, він був ідеальним партнером для Asia minor. Коли він приєднався до гурту, його творчість відкрило нові перспективи, дозволяючи гурту розправити крила заново. Незабаром після того як приєднався Lionel, Bottier покидає гурт з особистих причин, а новий басист Paul Levy, також набраний по рекламі, приєднується. Гурт починає працювати над новими композиціями, які поєднують у собі елементи Близького сходу з англо-саксонським прогресивним роком, стилем, який захоплюються Eril і Setrak, хоча вони й не вважають цей стиль таким, що має великий вплив на їхню творчість. Близькосхідний вплив проявляє себе в меланхолійній і звивистій формі композицій, а також у ностальгічному вокальному стилі Setrak Bakirel.
1978: 18–19 лютого 1978 під час запису свого дебютного альбому Lionel запропонував ще раз, щоб гурт розширив звук, додавши трохи клавішних. Lionel дружив із грайм-клавішником Nicolas Vicente, з яким він познайомився на концерті. Nicolas Vicente грає на трьох треках записаних у цей час. Складом у 5 осіб вони грають на факультеті архітектури 29.3.1978. Під час першого тижня травня 1978 року, гурт брав участь у п'ятиденному Драгшоу в Парижі. Без альбому у своєму доробку й значною мірою невідомі для більшої частини аудиторії, Asia minor здивувала всіх своєю оригінальною музикою, яка гордо протистояла переважній тенденції того часу. Усе ж їм довелося чекати до вересня, щоб дати наступний концерт на Буль-Нуар у Парижі. Щоб виокремити себе серед інших паризьких гуртів і отримати більше довіри, вони записали демо-касету, сподіваючись зробити собі ім'я через засоби масової інформації та концертних промоутерів і менеджерів, а також отримати національне — або, навіть, міжнародне — визнання. Маючи таке на увазі, вони зв'язалися зі звукозаписними компаніями — без результатів. Одному працівнику CBS records сподобалося те, що він почув, але, на жаль, він не зміг переконати своє начальство підписати контракт з гуртом. Після цієї невдачі, гурт Asia minor вирішив випустити альбом самостійно, з фінансовою допомогою своїх батьків і друзів.
Відсутність професійної підтримки не засмутила гурт; за їхнім способом мислення, це принаймні, означає повну свободу творчості! Гурт забронював Maïa Studios в Бонді під Парижем, однак лише два тижні лишалося до записів, як Paul Levy залишив гурт з особистих причин. Оскільки гуртові не вдалося завербувати іншого басиста в такий короткий термін, Eril і Setrak вирішив узяти бас-партії на себе. Lionel запросив Nicolas Vicente взяти участь у записі ще раз і сесія відбулася між 6 і 28 жовтня 1978 року. Було записано 16 треків під керівництвом звукорежисера Serge Dudit при асистуванні Guy Adams. Через те, що оригінальні мікси виявилися незадовільними, гурт вирішив зробити ремікс на альбом, щоб задовольнити власні смаки у Studio de la Grande Armée в Парижі й домігся кращого результату. Альбом містив дев'ять треків, дві пісні турецькою мовою. Увесь вокал виконував Setrak, за винятком останнього барів «Mahzun Gözler», де Eril бере на себе основний вокал, а Setrak бек-вокал. Усі треки з сесії були збережені, за винятком «Boundless», який у кінцевому підсумку знайшов свій шлях на другий альбом.
1979: Після запису сесій, гурт шукав ще раз компанію, готову поширювати альбом, але зустрівся з тою ж байдужістю, яку зустрічав під час спроб звукозапису. Гурт змирився з видаванням дисків власним коштом. Альбом названий «Crossing the Line» (перетин лінії) за пропозицією Eril, символізуючи лінію, що розділяє форми мрії та реальності, або в іншому сенсі, надію гурту записати свою музику й остаточною реалізацією цієї мрії. Альбом вийшов 19 квітня 1979 року під власним лейблом Ware of Asia Minor. Гурт усіма силами боровся, щоб викликати інтерес ЗМІ, але без допомоги звукозаписної компанії або промоутера вони тільки дісталися до перемоги в кількарядковому просторі Rock ‘n’ Folk. Музика Asia minor, з її інструментальною віртуозністю та складністю й мелодійною оригінальністю повністю контрастує з музичною модою того часу, а саме панком. Преса надала їхньому альбому мало уваги, воліючи вихваляти (тоді) прибутковіший панк. Альбом був тільки розподілений серед деяких паризьких магазинів. Попри цей відносний комерційний провал, ентузіазм гурту і віра в його музику залишилися незмінними. Хоча комерційно неугодний, альбом, тим не менш представляє значний художній успіх. У ньому слухач пізнає оригінальну, складну й технічно досвідчену музику, роботу молодих музикантів, яким вдалося записати альбом наперекір великим перешкодам. До того ж, Asia minor заслуговує місце як один з найвідоміших і, безумовно, найунікальніших в епосі турецької та французької прогресивної музики, пропонуючи витвір мистецтва, що виник із симбіозу двох дуже різних музичних традицій.

## Альбом Crossing the Line, 1979
Альбом був записаний на Maïa Studios, Бонді, Франція, і продюсований самими музикантами. 1993 року альбом був перевиданий лейблом Musea records. Автори всіх композицій Бакірел і Текелі. Автори дизайну обкладинки Текелі й Бакерел.

### Композиції
1 — Preface 4'18

2 — Mahzun Gözler 8'13

3 — Mystic Dance 1'45

4 — Misfortune 4'30

5 — Landscape 3'50

6 — Visions 5'35

7 — Without Stir 1'50

8 — Hayal Dolu Günler Için 4'38

9 — Postface 2'00
Загальний час звучання 35:19

### Музиканти
— Eril Tekeli / флейта, гітари, бас-гітара 

— Setrak Bakirel / основні вокали, гітари, бас-гітара 

— Lionel Beltrami / барабани, перкусія 

— Nicolas Vicente / клавішні

## Альбом Between Flesh and Divine, 1980
Альбом був записаний на Studios de la Grande Armée, Париж, і продюсований самими музикантами. 1991 року альбом був перевиданий лейблом Musea records. Автори всіх композицій Бакірел і Текелі. Автор дизайну обкладинки Сетрак Бакірел. Музика альбому є класичним французьким симфонічним прог-роком.

### Композиції
1 — Nightwind 6'23

2 — Northern Lights 7'45

3 — Boundless 3'00

4 — Dedicace 6'11

5 — Lost In A Dream Yell 7'42

6 — Dreadful Memories 3'00
Загальний час звучання 34:01

### Музиканти
— Eril Tekeli / флейта, гітари 

— Setrak Bakirel / основні вокали, гітари, бас-гітара 

— Lionel Beltrami / барабани, перкусія 

— Robert Kempler / клавішні, бас-гітара

## Альбом Points of Libration, 2021
Альбом був записаний на AMS Records, Париж.

### Композиції
1 — Deadline of a Lifetime 7'56

2 — In the Mist 3'31

3 — Crossing in Between 3'40

4 — Oriental Game 9'26

5 — The Twister 7'38

6 — Melancholia's Kingdom 4'44

7 — Urban Silk 5'25

8 — Radio Hatirasi 6'09
Загальний час звучання 48:29

### Музиканти
— Eril Tekeli / флейта, гітара 

— Setrak Bakirel / вокал, гітара 

— Evelyne Kandel / бас-гітара 

— Micha Rousseau / клавішні 

— Julien Tekeyan / барабани